# Malik Hooker
(en) Statistiques sur pro-football-reference
Malik Hooker, né le 2 avril 1996 à New Castle en Pennsylvanie, est un joueur américain de football américain évoluant au poste de safety pour les Cowboys de Dallas dans la National Football League (NFL). Après avoir joué au niveau universitaire pour les Buckeyes d'Ohio State, il est choisi en quinzième position lors de la draft 2017 de la NFL par les Colts d'Indianapolis.

## Statistiques
| Année | Équipe  | MJ |       | Plaquages | Plaquages | Plaquages | Plaquages |       | Interceptions | Interceptions | Interceptions | Interceptions |  | Fumbles | Fumbles |
| Année | Équipe  | MJ | Total | Seul      | Ast.      | Sacks     | Nb.       | Yards | Déf.          | TD            | Nb.           | Rec.          |  |         |         |
| 2017  | Colts   | 7  | 22    | 16        | 6         | 0         | 3         | 73    | 4             | 0             | 0             | 0             |  |         |         |
| 2018  | Colts   | 14 | 44    | 30        | 14        | 0         | 2         | 34    | 4             | 2             | 0             | 1             |  |         |         |
| 2019  | Colts   | 13 | 51    | 30        | 21        | 0         | 2         | 39    | 3             | 0             | 0             | 1             |  |         |         |
| 2020  | Colts   | 2  | 7     | 5         | 2         | 0         | 0         | 0     | 0             | 0             | 0             | 0             |  |         |         |
| 2021  | Cowboys | 15 | 44    | 30        | 14        | 0         | 1         | 0     | 2             | 0             | 0             | 0             |  |         |         |
| 2022  | Cowboys | 16 | 62    | 44        | 18        | 0         | 3         | 29    | 3             | 0             | 0             | 1             |  |         |         |